# Nagykarácsony
Nagykarácsony es un pueblo húngaro perteneciente al distrito de Dunaújváros, condado de Fejér.

## Superficie
Cuenta con una superficie de 30,46 km².

## Demografía
Hasta 2024 la población era de 1295 habitantes, con una densidad de población de 42,51 hab/km².
| Gráfica de evolución demográfica de Nagykarácsony entre 2020 y 2024 |
|                                                                     |
| Datos según la Oficina Central de Estadística de Hungría.           |